# Maasdam
O Maasdam é um queijo oriundo da cidade holandesa de mesmo nome, caracterizado pela presença de grandes buracos. É firme, porém macio, maturação demora cerca de quatro semanas. De sabor suave, adocicado, lembra nozes. Tem 45% de gordura. Pesa aproximadamente 13 kg. Embalado com revestimento de cera e conservado até 6 ºC.